# Роко (Торино)
Роко је насеље у Италији у округу Торино, региону Пијемонт.
Према процени из 2011. у насељу је живело 356 становника. Насеље се налази на надморској висини од 492 м.